# Ferret (moteur de recherche)
Pour les articles homonymes, voir Ferret.

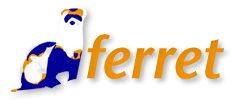
Ferret

Ferret est un portage de Lucene en Ruby.

## Historique
Annoncé par David Balmain le 21 octobre 2005,   puis repris et expliqué sur la liste de distribution de Lucene consacré à Ruby, Ferret est une bibliothèque de moteur de recherche écrite et maintenue par lui-même ainsi que par une communauté de développeurs toujours grandissante.

## Implémentation
Il est inspiré d'un projet de la Fondation Apache, Lucene, lui-même écrit en Java, et est plus rapide que celui-ci. Ferret est disponible sous licence MIT. Le logo a été dessiné par Jan Prill.
Il est robuste, facile d'utilisation et bien documenté. Il fonctionne avec la version 1.8 du langage de programmation interprété orienté objet Ruby. La version actuelle est la 0.11.4-rc5 disponible sur Rubyforge.